# Весліанський університет Огайо
Весліа́нський університе́т (англ. Ohio Wesleyan University) — один з найвідоміших і найстарших університетів США, розташований у передмісті Колумбуса в місті Делавео, штат Огайо. Був заснований в вересні 1842 року.
В університеті працює близько 150 викладачів і навчається близько 1950 студентів.

## Ланки
- Офіційний сайт Весліанського університету